# オーダー (2024年の映画)
『オーダー』（英語: The Order）は、2024年のカナダの映画。原作はノンフィクション小説『The Silent Brotherhood』(1989)で、80年代にアメリカで活動した白人至上主義テロ集団「オーダー」を追うFBI捜査官を中心に展開する。監督はジャスティン・カーゼル、主演はジュード・ロウとニコラス・ホルト。

## ストーリー
1983年、ブルース・ピアースとゲイリー・ヤーブローは狩りを装ってウォルター・ウェストを夜の森に誘い出し、殺害した。
1984年、ベテランFBI捜査官テリー・ハスクは、クー・クラックス・クラン(KKK)やコーサ・ノストラの捜査を経て、コー・ダリーン (アイダホ州)にあった空き事務所を再開する。その頃ワシントン州スポケーンでは、ピアースとヤーブロー、そしてボブ・マシューズとデイヴィッド・レーンが、ワシントン・ミューチュアルで銀行強盗を実行する。
ハスクは、白人至上主義団体「アーリアン・ネーションズ」とその創設者リチャード・バトラー(劇中では"尊師")に関する事件ファイルを調べていた。
地元の保安官事務所で、ジェイミー・ボーエン副保安官に話を聞くと、行方不明になっているウォルター・ウェストは、アーリアン・ネーションズのメンバーであり、この組織が最近のシナゴーグ爆破事件や一連の強盗事件に関与しているのではないかと疑っていた。
ハスクは同僚のジョアン・カーニー捜査官と共に、ピアースとヤーブローが狩りに行った場所へ向かい、ウェストの遺体を発見する。そこには極右活動家ウィリアム・ルーサー・ピアースの小説『ターナー日記』という本があった。
ハスクは、ヘイデン湖にあるバトラーの屋敷を訪ねる。バトラーは一連の事件への関与を否定し、ピアースとヤーブローは偽札を造っていたことから、すでに組織から追放したことを告げる。ハスクは屋敷の教会の入口で、『ターナー日記』を見つける。
その後バトラーは、ボブ・マシューズと対峙する。バトラーがあくまで合法的に活動し、白人至上主義者を公職に選出しようとしている一方で、マシューズはターナー日記をテロを通じて白人分離主義を推進しようと、分派グループ「オーダー」を組織する。
1984年6月18日、ピアースはデンバーに向かい、ラジオ局KOAのトーク番組で反ユダヤ主義リスナーと頻繁に議論していたユダヤ系司会者アラン・バーグを暗殺する。現場に残された凶器はイングラムM10(MAC-10)で、違法に半自動小銃に改造されていた。
1984年7月1日、マシューズ達はユカイア (カリフォルニア州)でブリンクスの現金輸送車を襲い、大金を強奪する。その後FBIは、アラン・バーグ殺害現場にあった銃の製造番号から、ミズーラ (モンタナ州)の販売店を特定し、銃を購入したオーダーのメンバーの1人、メキシコ人のトニー・トーレスに辿り着く。トーレスを囮にモーテルで組織を追い詰め、ヤーブローを逮捕するが、マシューズは取り逃がしてしまう。
1984年12月、マシューズ達はホイッドビー・アイランドの隠れ家へ身を隠し、連邦政府に宣戦布告して大規模なテロ攻撃を企てていた。

## キャスト
※括弧内は日本語吹替。
- テリー・ハスク捜査官 - ジュード・ロウ（森川智之）※実在のFBI捜査官ウェイン・マニスがモデル[2]
- FBI捜査官ジョアン・カーニー - ジャーニー・スモレット（斎藤恵理）
- ジェイミー・ボーエン副保安官 - タイ・シェリダン（中村章吾）
- キミー・ボーエン - モーガン・ホルムストロム（英語版）: ジェイミーの妻
- ボブ・マシューズ - ニコラス・ホルト（鈴木崚汰）
- デビー・マシューズ - アリソン・オリバー（英語版）: ボブの妻
- ジラ・クレイグ - オデッサ・ヤング（新福桜）: ボブの恋人
- ブルース・ピアース - セバスチャン・ピゴット
- ゲイリー・ヤーブロー - ジョージ・チョルトフ
- リチャード・バトラー - ヴィクター・スレザック（佐々木薫）
- デイヴィッド・レーン - フィリップ・フォレスト・ルウィツキー（熊木拓矢）
- トニー・トーレス - マティアス・ルーカス（竹間祐人）
- サム・スティンソン - ブラッドリー・ストライカー（佐々木薫）
- ラジオ番組司会者のアラン・バーグ - マーク・マロン（英語版）（松川裕輝）
- ロフリン保安官 - フィリップ・グレンジャー（駒谷昌男）

- 日本語吹替版その他：長谷川敦央、篠田有香、中井ひより、髙橋すみれ、反町有里

- 日本語吹替版制作スタッフ 演出：伊達康将、翻訳：高木美和、制作：東北新社